# Láss tisztán! (album)
A Láss tisztán! a Stratégia együttes 2000-ben kiadott első lemeze.

## Dalok
1. Ide jutottál (Mészáros/Szilágyi)
2. Le foglak győzni (Mészáros/Szilágyi)
3. Eljöttünk érted (Mészáros/Szilágyi)
4. Átlátszó hazugság (Szilágyi)
5. Ébredj fel! (Mészáros)
6. Virradat (Mészáros)
7. Kiválasztott nép (Szilágyi)
8. Erdély földje (Mészáros)
9. Mindent megteszünk (Mészáros)

## Zenekar
- Török József - ének
- Szilágyi Zsolt - gitár
- Lebenguth Gergely - gitár, vokál
- Mészáros István - basszusgitár, vokál
- Kurunczi Ferenc - dob

## Külső hivatkozások
- A Stratégia zenekar hivatalos honlapja